# ماكسيميليانو سوسا
ماكسيميليانو سوسا (بالإسبانية: Maximiliano Sosa)‏ هو لاعب كرة قدم أرجنتيني في مركز الوسط، ولد في 24 مارس 1988 في ريسيستينسيا في الأرجنتين. لعب مع Club Plaza Colonia de Deportes ‏.

## وصلات خارجية
- ماكسيميليانو سوسا على موقع قاعدة بيانات كرة القدم.إي يو (الإنجليزية)
- ماكسيميليانو سوسا على موقع Soccerway.com (الإنجليزية)